# Bronzen Pantoffel
De Bronzen Pantoffel (Frans: Soulier de Bronze) is een trofee die sinds 1980 jaarlijks wordt uitgereikt aan de beste mannelijke speler in de Belgische zaalvoetbalcompetitie in het voorbije kalenderjaar. De winnaar is die speler die de meeste stemmen krijgt die zijn toegekend door coaches en officials in de competitie.
Urbain Maurissen won de Bronzen Pantoffel drie maal, dit is nog steeds het record. Hij won in 1982, 1983 en in 1985.

## Erelijst
- 1980 Marc De Bruyn (ZVC Hoboken)
- 1981 Guy Demey (Dynamo Kraainem)
- 1982 Urbain Maurissen (ZVK Hasselt)
- 1983 Urbain Maurissen (ZVK Hasselt)
- 1984 Rudy Schreurs (ZVK Hasselt)
- 1985 Urbain Maurissen (ZVC Hoboken)
- 1986 Philippe Vanderstraeten (ZVK Hasselt)
- 1987 Alain Fostier (HMI Chatelet)
- 1988 Herman Beyers (TL Mortsel)
- 1989 Rudy Schreurs (Isola Hoeselt)
- 1990 Herman Beyers (ZVK Ford Genk)
- 1991 Raf Hernalsteen (Isola Hoeselt)
- 1992 Stefan Goossens (Heco Tongeren)
- 1993 Frank Luypaert (MFC Trieveres)
- 1994 Dimitri Mouton (HF Gal. Trieveres)
- 1995 John Noel (La Mundial Amay)
- 1996 John Noel (P.B.S. Oreye)
- 1997 Dimitri Mouton (MFC Trieveres)
- 1998 Patrice Carion (All Ecaussinnes)
- 1999 Patrice Carion (All Ecaussinnes)
- 2000 Gaetan Beaudot (M.F. Gembloux)
- 2001 Gianni Volpe (Baril Anderlues)
- 2002 Abderrazak Bouassam (Erhan Verviers)
- 2003 Abderrazak Bouassam (MF Verviers)
- 2004 Abdoullah Icel (RC Newp. Anderlues)
- 2005 Miguel Ruiz Marin (FS Hannut)
- 2006 Emmanuel Spinelli (FS Hannut)
- 2008 Didier Bargibant (Jartazi Boussu)
- 2009 Didier Bargibant (Luminus Boussu) & Bilal Merboh (ZVC Leopoldsburg)
- 2010 Abdellah Idlaasri (ZVC Hoeselt)
- 2011 Hicham Channouf (GS Hoboken)
- 2012 Steve Dillien (GS Hoboken)
- 2013 Yasim El Fezzaoul (MFC D Verviers)
- 2014 Birger Maes (ZVC Leuven)
- 2015 Niki Mbala (HCTE La Hestre)
- 2016 Niki Mbala (HCTE La Hestre)
- 2017 Julien Creppe (ADLSAC Flemalle)
- 2018 Soufian El Fakiri (GS Hoboken) & Ibrahim El Jomaile (LART Bruxelles)
- 2019 Hicham M'rabet (AC CF Schaerbeek)
- 2020 Stan Braem[1] (ZVC Assebroek)
- 2022 Anasse El Yousfi[2] (Colombus Wemmel)
- 2022 Adriano Poli[3] (Futsal Saint-Odile)